# Garnizon Stargard

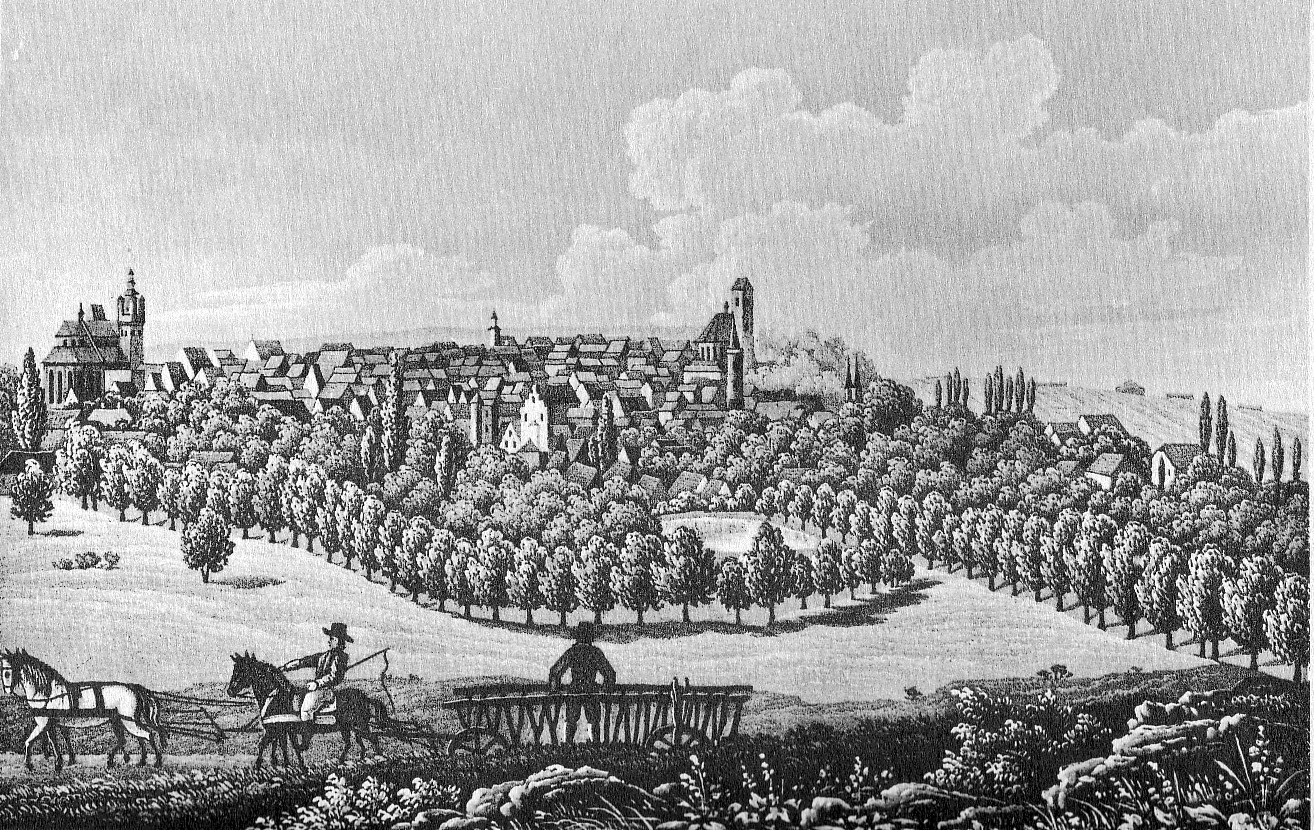
Historyczny widok garnizonu

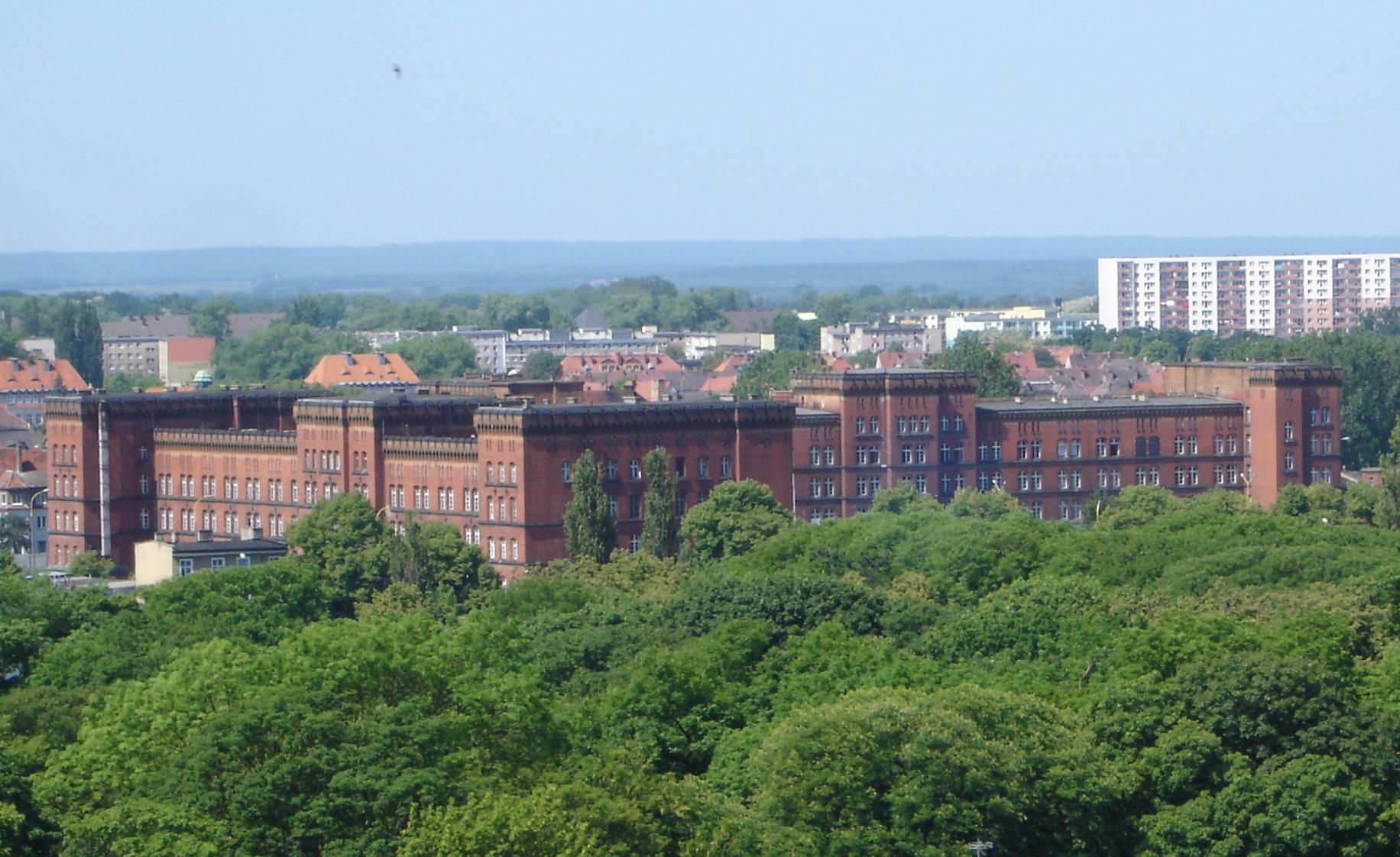
Garnizon Stargard

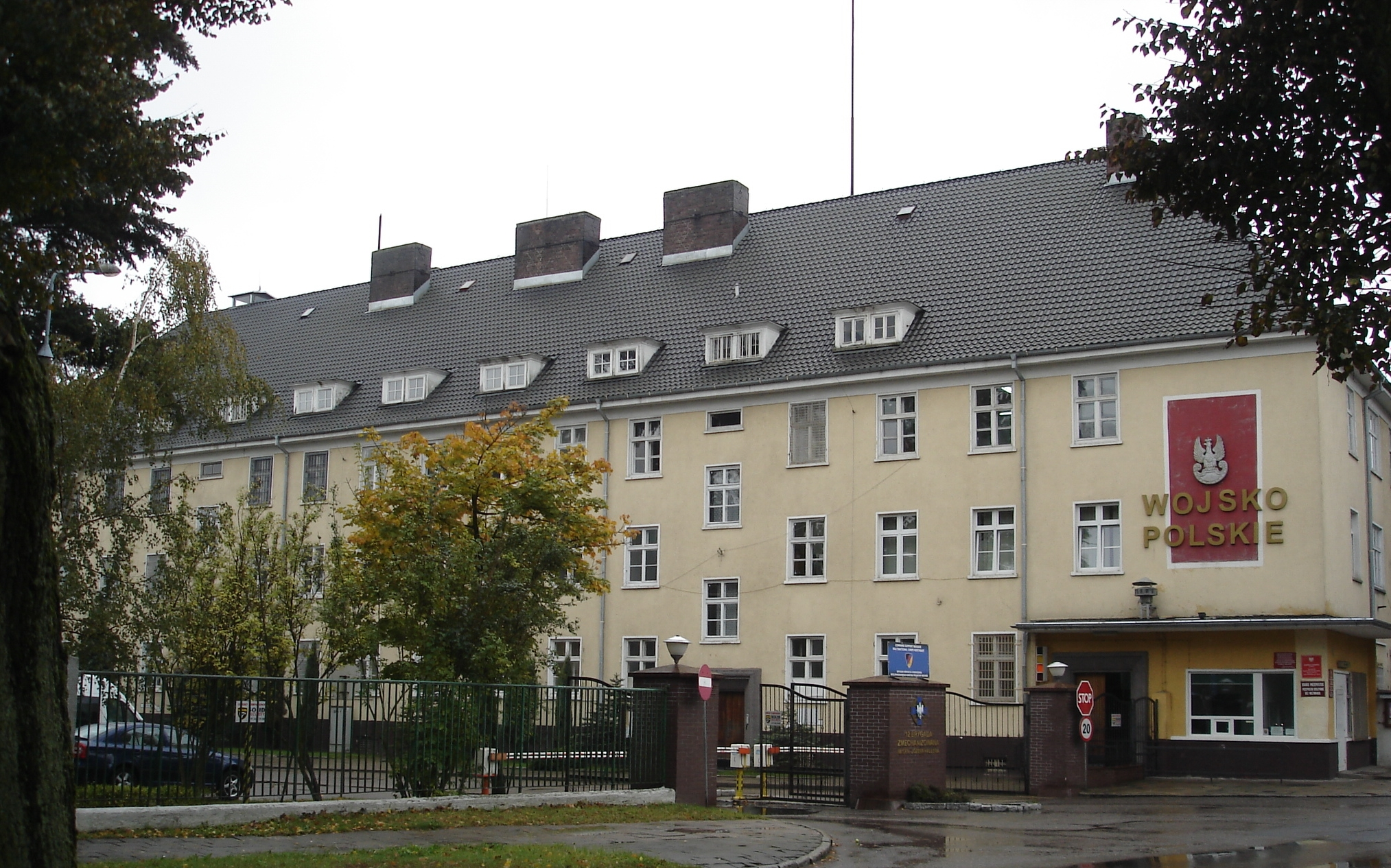
Garnizon Stargard, 2009 r.

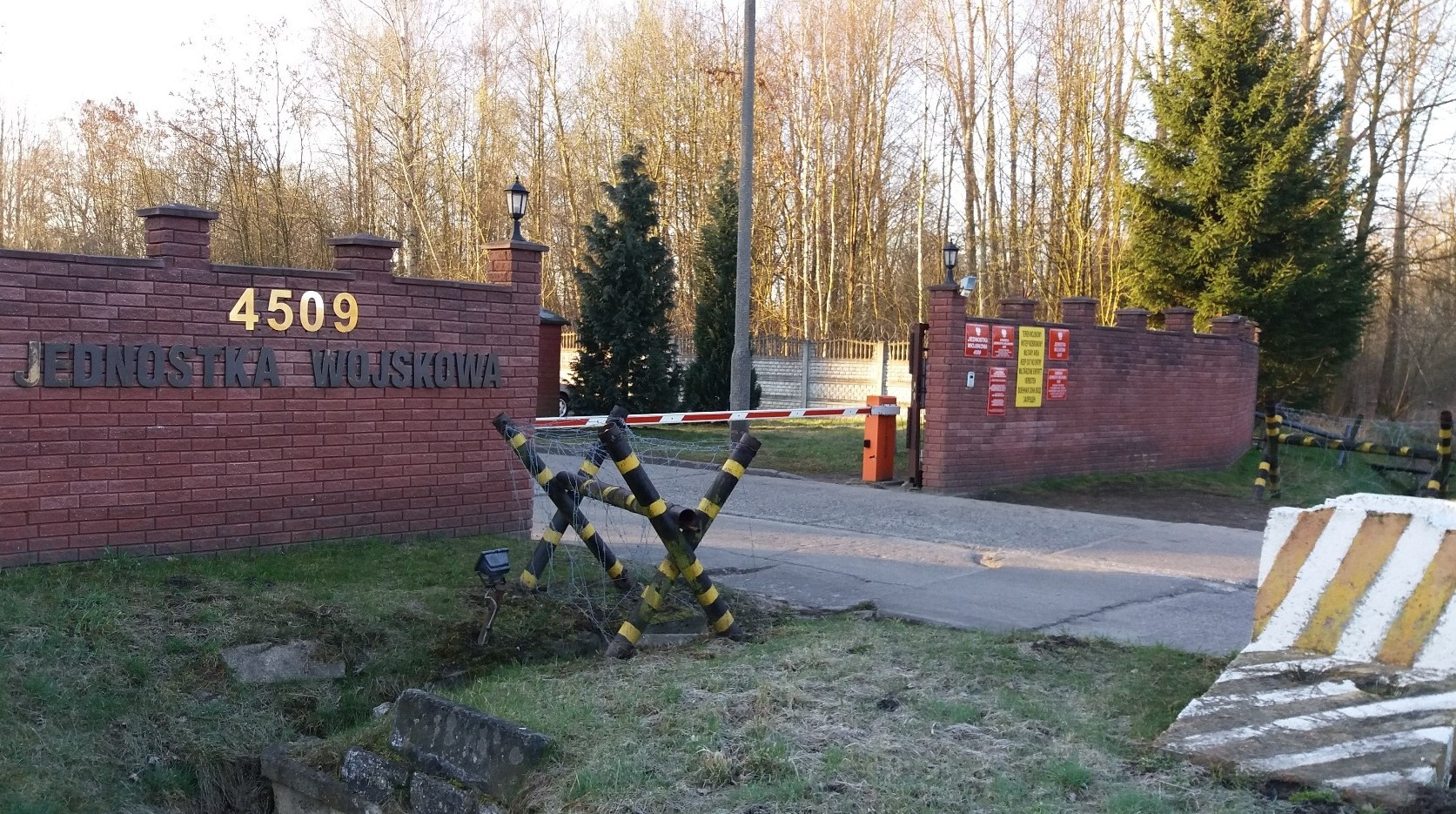
Garnizon Stargard. Miedwie, 2017

Garnizon Stargard – garnizon w Stargardzie zajmowany kolejno przez jednostki wojskowe Prus, Armii Cesarstwa Niemieckiego, Reichswehry, Wehrmachtu, Armii Czerwonej, Armii Radzieckiej i Wojska Polskiego.

## Garnizon stargardzki do 1945

### Garnizon w XVII w.
Początki stałego garnizonu w Stargardzie sięgają drugiej połowy XVII wieku. W 1676 r. stacjonował szwadron polskich rajtarów będących na służbie elektora brandenburskiego Fryderyka Wilhelma I. Szwadronem dowodził rotmistrz Rybiński.

### Garnizon w XVIII w.

#### Garnizon państwa pruskiego
W latach 1713 r. do 1806 r. kwaterował w Stargardzie 22 Pułk Piechoty Pruskiej (22 Infanterie-Regiment Nr. 22), którego dowódcami byli:
- gen. mjr Adrian Bernhard von Borcke – (1716-1741)
- płk Moritz Prinz von Anhalt-Dessau(inne języki) – (1741-1760)
- gen. mjr Balthasar Rudolf von Schenckendorf(inne języki) – (1760-1768)
- gen. mjr Karl Christoph von Plötz(inne języki) – (1768-1776)
- gen. mjr Friedrich Karl von Schlieben(inne języki) – (1776-1791)
- gen. mjr Karl Friedrich von Klinckowström(inne języki) – (1791-1796)
- gen. mjr Franz Otto von Pirch(inne języki) – (1796-1806)

Żołnierze kwaterowali w obozach pod namiotami oraz mieszkali w mieście. Pułk kwaterując w Stargardzie brał w tym okresie udział m.in. w kampanii wojennej okresu rządów Fryderyka II Wielkiego. W XVIII wieku część Pomorza, w tym Stargard, zostało przyłączone do państwa pruskiego.

### Garnizon okresu okupacji francuskiej
W latach 1806–1813, w dobie wojen napoleońskich, Stargard (Stargard auf der Ina) znajdował się pod okupacją francuską. W 1806 r. 22 Pułk Piechoty Pruskiej (ostatni dowódca gen. mjr Franz Otto von Pirch) został rozbity, jego bataliony po walce uległy rozproszeniu. Wyjątek stanowił batalion grenadierów 22 Pułku Piechoty Pruskiej, który ulokował się w twierdzy kołobrzeskiej, gdzie brał udział w obronie Kołobrzegu. Po podpisaniu pokoju w Tylży, kończącej wojnę Napoleona Bonaparte z koalicją prusko-rosyjską, batalion grenadierów 22 Pułku Piechoty Pruskiej zakończył działania obronne w Kołobrzegu. W wyniku reformy państwa pruskiego i jego armii w latach 1807–1808 Stargard został przyporządkowany do II Okręgu Wojskowego z dowództwem w Szczecinie. W 1808 r. na bazie batalionu grenadierów z 22 Pułku Piechoty Pruskiej powstał 9 Pułk Grenadierów.
W garnizonie od pierwszych lat XVIII wieku stacjonowały:
- 22 Pułk Piechoty Pruskiej (Altpreußisches Infanterie-Regiment Nr. 22)[1]
- 9 Pułk Grenadierów (Grenadier-Regiment Nr. 9)

### Garnizon Królestwa Prus i Cesarstwa Niemieckiego
W 1820 r. znalazł się w garnizonie stargardzkim II batalion 21 Pomorskiego Pułku Piechoty (21 Infanterie-Regiment (4 Pommersches)). W dniu 19 czerwca 1826 r. garnizon stargardzki i choszczeński wizytował następca tronu, znany jako późniejszy król Fryderyk Wilhelm IV Pruski w czasie inspekcji batalionów pułku. W 1833 r. II batalion 21 pp. opuścił Stargard, zmieniał garnizony, brał udział w działaniach wojennych. Od 1864 r. w garnizonie stacjonował sztab 9 Kołobrzeskiego Pułku Grenadierów i trzy jego bataliony. W latach 1881 do 1884 r. w garnizonie wybudowano kompleks koszarowy, który nazywany jest potocznie czerwone koszary. W koszarach tych został zakwaterowany 9 Kołobrzeski Pułk Grenadierów.
W garnizonie w XIX wieku stacjonowały:
- 22 Pułk Piechoty Pruskiej (22 Infanterie-Regiment Nr. 22)
- 9 Kołobrzeski Pułk Grenadierów (Colbergsches Grenadier-Regiment Nr. 9)
- II batalion 21 Pomorski Pułk Piechoty (21 Infanterie-Regiment (4 Pommersches))

W 1908 r. do nazwy 9 Kołobrzeski Pułk Grenadierów dodano księcia Gneisenau i odtąd pułk był o nazwie 9 Kołobrzeski Pułk Grenadierów im. Hrabiego Gneisenau (2 Pomorski) (Colbergsches Grenadier-Regiment Graf Gneisenau (2. Pommersches) Nr. 9). 1 grudnia 1910 r. garnizon Stargard liczył 1758 wojskowych. 5 sierpnia 1914 r. pułk został zmobilizowany w związku z I wojną światową i 7 sierpnia został skierowany na front do rejonu koncentracji 1 Armii (gen. Kluck). W końcu 1915 r. w kompleksie czerwone koszary został sformowany 211 Rezerwowy Pułk Piechoty pod dowództwem płk v. Rege i wszedł w skład 90 Rezerwowej Brygady Piechoty (w składzie 45 Rezerwowej Dywizji Piechoty). Na dzień 1 grudnia 1916 r. stan garnizonu stargardzkiego wynosił 5318 żołnierzy.
W garnizonie w XX wieku stacjonowały:
- 9 Kołobrzeski Pułk Grenadierów im. Hrabiego Gneisenau (2 Pomorski) (niem. Colbergsches Grenadier-Regiment Graf Gneisenau (2. Pommersches) Nr. 9)
- 211 Rezerwowy Pułk Piechoty w składzie 90 Rezerwowej Brygady Piechoty
- 1 Batalion 4 Pułku Piechoty Reichswehry[9]

### Garnizon III Rzeszy
W latach 30. XX wieku w garnizonie Stargard i. Pom. został wzniesiony kompleks koszarowy tzw. białe koszary z przeznaczeniem dla żołnierzy Wehrmachtu. Budowa tych koszarowców była częścią ogólnoniemieckiej reorganizacji sił zbrojnych, którą podjęto w 1934 r. W koszarowcach w 1938 r. zakwaterowane zostały wydzielone pododdziały 25 zmotoryzowanego pułku piechoty (Infanterie-Regiment 25). Garnizon Stargard znajdował się wówczas na terenie II Okręgu Wojskowego Wehrmachtu, którego siedzibą dowództwa był Szczecin. W garnizonie funkcjonowało także lotnisko wojskowe Klützow bei Stargard. Pierwsze zabudowania lotniska zostały wybudowane przez lotnictwo niemieckie w latach 1925–1927. Do wybuchu II wojny światowej na lotnisku stacjonował 21. Dywizjon Bliskiego Rozpoznania (21. Heeres Gruppe) Luftwaffe. W okresie II wojny światowej Niemcy rozbudowywali garnizon, wykorzystując do tego celu robotników przymusowych oraz jeńców wojennych. Od 1944 r. na lotnisku stacjonowały samoloty o napędzie rakietowym. Głównym zadaniem jednostki była obrona przed lotnictwem alianckim zakładów w Policach. Po zajęciu przez Armię Czerwoną, lotnisko zostało w szybkim czasie przywrócone do stanu użyteczności bojowej. Do zakończenia wojny z lotniska korzystały samoloty sowieckie.
W garnizonie w latach 30. XX wieku i w latach 40. XX wieku stacjonowały:
- 25 pułk piechoty (zmot.) (Infanterie-Regiment (mot.) 25) w składzie 2 Dywizji Piechoty
- 25 Pułk Grenadierów Pancernych (niem. 25. Panzer-Grenadier-Regiment)
- 21 Dywizjon Bliskiego Rozpoznania Luftwaffe (niem. 21. Heeres Gruppe)
  - samoloty rozpoznawcze Henschel Hs-126[11]
- II Dywizjon 400 Pułku Myśliwskiego (niem. II Gruppe Jagdgeschwader 400) – dowódca kpt. Rudolf Opitz
  - samoloty o napędzie rakietowym: Messerschmitt Me-163 B-1 Komet z II/JG 400[11]

W 1937 r. powstała 207 Dywizja Piechoty i była w tzw. II rzucie. Miała zadanie obrony granicy z Polską, podlegała Landwehr-Kommandeur w Stargardzie i. Pom. (w Niemczech hitlerowskich w jednostkach Landwehry służyli rezerwiści podlegający obowiązkowi służby w wieku 35–45 lat). W sierpniu 1939 r. została z garnizonu Stargard przegrupowana w okolice Czarnej Dąbrówki koło Bytowa. W dniach 25–26 sierpnia 1939 r. przeorganizowana została w 3. fali mobilizacyjnej II Okręgu Wojskowego i była tzw. jednostką ruchomą. Po dwudniowej mobilizacji stała się typową dywizją bojową. Miejscem stacjonowania jej struktur organizacyjnych od 1937 r. obok Stargardu były miejscowości Wałcz i Szczecinek.
W garnizonie Stargard i. Pom. do 26 sierpnia doraźnie kwaterowały wydzielone oddziały 207 dywizji:
- 207 Dywizja Piechoty (III Rzesza) – dowódca generał porucznik (Generalleutnant) Carl von Tiedemann (26 sierpnia 1939 do 1 marca 1941 r.)
  - 322 Pułk Piechoty (Infanterie-Regiment 322) – d-ca mjr von Kröcher
  - 368 Pułk Piechoty (Infanterie-Regiment 368) – gen. mjr von Oesterreich
  - 374 Pułk Piechoty (Infanterie-Regiment 374) – d-ca płk Klemm
  - 207 Pułk Artylerii (Artillerie-Regiment 207) – d-ca ppłk Wilhelm Metger
  - 207 Batalion Pionierów (Pionier-Bataillon 207)
  - 207 Dywizjon Przeciwpancerny (Panzerabwehr-Abteilung 207)
  - 207 Dywizjon rozpoznawczy
  - 207 Oddział Łączności

#### Garnizon III Rzeszy do 4 marca 1945
Od początku lutego 1945 r. doraźnie kwaterowały, przemieszczały się i walczyły w ramach zaczepnej operacji sonnenwende:
- 4 Dywizja Grenadierów Pancernych SS „Polizei” (Polizei-Division) – (była 1 lutego i 23 lutego 1945)
- 28 Ochotnicza Dywizja Grenadierów Pancernych SS (1 walońska) „Wallonien” (niem.: 28. SS-Freiwilligen-Grenadier-Division Wallonien) – (była 5 lutego 1945)
- 27 Ochotnicza Dywizja Grenadierów Pancernych SS (1 flamandzka) „Langemarck” – (była 5 lutego 1945)
- 10 Dywizja Pancerna SS „Frundsberg” – (była 8 lutego i 23 lutego 1945)
- Dywizja Ochrony Führera (1 Dywizja Pancerna SS „Leibstandarte SS Adolf Hitler”) – (była 9 lutego 1945)
- 22 pułk grenadierów pancernych SS – (był 16 lutego 1945)
- 10 pułk artylerii SS – (był 16 lutego 1945)
- 281 dywizja piechoty – (była w obronie Stargardu 3/4 marca 1945)
- pozostałości dywizji „Nordland”, „Nederland” i „Wallonien” – (były w obronie Stargardu 3/4 marca 1945 z dowódcą garnizonu generałem – majorem Hansem Voigtem)

## Garnizon Armii Czerwonej/Radzieckiej 1945-1946
W trakcie zaczepnej operacji sonnenwende przez miasto przemieszczały się wycofujące jednostki Wehrmachtu i nacierające Armii Czerwonej. 20/21 lutego 1945 r. lotnictwo radzieckiej 16 Armii Lotniczej dokonały najsilniejszego nalotu na garnizon Stargard. 5 marca 1945 r. do garnizonu wkroczyły oddziały 61. Armii gen. Pawła Biełowa i 2. Armii Pancernej Gwardii gen. Siemiona Bogdanowa ze składu I. Frontu Białoruskiego, a po nich wkraczały jednostki Smierszu oraz formacje NKWD, w tym 63 Dywizja Strzelecka Wojsk Wewnętrznych NKWD, które wydzielonymi pododdziałami doraźnie kwaterowały w białych koszarach i w czerwonych koszarach z zadaniem zabezpieczenia tyłów armii czynnej. W praktyce oznaczało to zwalczanie wszelkich rzeczywistych i domniemanych „wrogich elementów”.
Jednostki Armii Czerwonej/Armii Radzieckiej:
- Radziecka Komendantura Wojenna – (5 marca – 23 marca 1945)
  - Komendant Wojenny Miasta – (kpt. Zacharj Asiewicz)[21]
- 63 Dywizja Strzelecka Wojsk Wewnętrznych NKWD – (doraźnie od marca 1945)
- 46 Dywizja Wojsk Konwojowych NKWD – (doraźnie od marca 1945 r. w zakresie nadzoru nad niemieckim obozem jeńców wojennych nr 66 w Stargardzie)[18]
- 2 batalion strzelców (striełkowyj batalion) w składzie 218 pułku pogranicznego NKWD (stacjonujący w Szczecinie) – (doraźnie od marca 1945 r.)
- 3 strażnica rezerwowa w składzie 87 Osowieckiego pułku pogranicznego NKWD – (doraźnie od marca 1945 r.)

## Kluczewo – garnizon radziecki 1945-1992
Po wojnie niemieckie lotnisko zostało przejęte przez Armię Czerwoną. Powstała tutaj radziecka baza wojskowa i była jedną z największych w zachodniej Polsce. Do 1952 r. na lotnisku Kluczewo stacjonowały różne pułki lotnicze. W tym czasie lotnisko nie było rozbudowywane. Nie budowano żadnych nowych budynków. Większość żołnierzy mieszkała w namiotach, stołowali się w kuchniach polowych. Jednostki te nie szkoliły się, skupiając się jedynie na obronie obiektów lotniska.
W 1952 r. na lotnisko Kluczewo został przebazowany 159 PLM, który (z przerwą 1961 r. – 1964 r.) stacjonował tu do 1992 r. Nastąpiła tego samego roku rozbudowa lotniska. Wioski Burzykowo i Słotnica zostały przejęte przez Armię Radziecką, a jego polscy mieszkańcy przesiedleni zostali do innych wsi. Teren garnizonu był skupiony w kilku kompleksach i obiektach znajdujących się w: Kluczewie, Burzykowie i Słotnicy oraz teren wydzielony na południe od Burzykowa, w okolicy wsi Dębica (pow. pyrzycki). Płaszczyzna lotniskowa umiejscowiona była w trójkącie pomiędzy wspomnianymi trzema miejscowościami. Teren lotniska obejmował 609 ha, na którym było 39 hangarów lotniczych. Na terenie lotniska znajdowały się między innymi: główna DS lotniska operacyjnego, zapasowa DS, DK lotniska operacyjnego, PSS-y, trawiasty pas lotniska operacyjnego, baza paliwowa i składy smarów w Burzykowie, rurociąg paliwowy, dwie bocznice kolejowe, ruchoma baza remontowo-techniczna, magazyny, przepompownie, nalewaki, stacje tankowania, podziemne zbiorniki, cztery poniemieckie hangary remontowe, z których jeden wykorzystywano, po przebudowie, jako salę estradowo-kinową, klub żołnierski i bibliotekę garnizonową oraz zaplecze mieszkaniowe (głównie bloki mieszkalne z wielkiej płyty typu „Leningrad” zlokalizowane w 4 osiedlach) dla kadry zawodowej i jej rodzin, pracowników cywilnych i koszarowe dla żołnierzy służby zasadniczej. Na terenie lotniska powstały także budynki radarowe i naprowadzania samolotów. Powstał także ośrodek wypoczynkowy nad jeziorem Miedwie nazywany Słotnica oraz ośrodek wczasowy w miejscowości Stoki administrowany przez garnizon w Kluczewie. Przez większą część czasu stacjonował w garnizonie radzieckim 159 Gwardyjski Noworosyjski Pułk Lotnictwa Myśliwskiego, 239. Baranowickiej Dywizji Lotnictwa Myśliwskiego (239. DLM) ze składu 4. Armii Lotniczej (4. AL) Północnej Grupy Wojsk Armii Radzieckiej (PGW AR). 159 pułk do 1987 r. miał na wyposażeniu samoloty MiG-21 różnych typów. Po 1987 r. pułk wyposażono w nowoczesne Su 27. Pułk składał się z 4 eskadr lotniczych wyposażonych w ok. 40 samolotów. Ostatnim dowódcą tego pułku był płk pil. Mikołaj Michajłow, natomiast dowódcą 239. DLM był gen. mjr Gienadij Torbow. W okresie użytkowania lotniska przez wojska radzieckie przebywało tam łącznie około 5000 osób, tj. wojskowych i ich rodzin oraz administracją cywilną. 
13 października 1992 r. lotnisko opuściły ostatnie pododdziały jednostki Federacji Rosyjskiej, a teren został przekazany polskiej administracji. W rok później teren zajmowany przez żołnierzy radzieckich przyłączono do garnizonu Stargard. Wojsko Polskie (wydzielone pododdziały z 9pz i z 41pz ze składu 12 Dywizji Zmechanizowanej) zabezpieczyło teren i przystąpiło do oczyszczenia z ewentualnych niewybuchów. Po czasie okazało się, że wojsko nie będzie zainteresowane wykorzystywaniem lotniska i zostało ono wycofane z terenu bazy, teren zabezpieczyła administracja ze Stargardu.
Jednostki wojskowe Północnej Grupy Wojsk Armii Radzieckiej:
- Dowództwo 239 Baranowickiej Dywizji Lotnictwa Myśliwskiego
  - 159 Gwardyjski Noworosyjski Pułk Lotnictwa Myśliwskiego[27]
  - 347 Samodzielny Batalion Łączności[28]
  - 362 Samodzielny Batalion Łączności[28]
  - Samodzielny Batalion Zautomatyzowanego Systemu Dowodzenia Lotami[28]
  - Samodzielny Batalion Technicznego Zabezpieczenia Lotniska[28]
  - Ruchoma Samochodowa Baza Remontowo-Techniczna[28]
  - Ruchoma Baza Remontowo Naprawcza[28]
- batalion zabezpieczenia radiotechnicznego z 94 Pułku Radiotechnicznego[29]
- dywizjon rakiet plot z 89 Samodzielnego Pułku Artylerii[29]

## Garnizon Wojska Polskiego po 1945
Początku polskiego garnizonu należy doszukiwać się wraz z wejściem do Stargardu in Pommern (Stargard na Pomorzu) (Starogrodu) 28 maja 1945 dowództwa 12 Dywizji Piechoty. W czasie II wojny światowej kompleksy koszarowe, mimo że były stricte wojskowe, nie poniosły większych strat. Garnizon dysponował kilkoma obiektami koszarowymi o dobrym poziomie technicznym. Do większych należy zaliczyć: kompleks przy ul. Grenadierów (obecnie ul. 11 Listopada) tzw. czerwone koszary oraz kompleks koszarowy przy ul. Żukowa (obecnie Aleja Żołnierza) tzw. białe koszary.

### Stargard miasto
- 25 Wojskowa Komenda Kolejowa – (1952–1994)
- Delegatura Wojskowej Służby Wewnętrznej – (1957?-1990)
- Placówka Żandarmerii Wojskowej – (1990-)
- Wojskowa Komenda Uzupełnień w Stargardzie Szczecińskim (2009-2022)
- Wojskowe Centrum Rekrutacji w Stargardzie – (2022-)
- Grupa Zabezpieczenia 15 WOG w Stargardzie – (2012-)
- Klub Garnizonowy – (1952-2010)
- Klub Wojskowy 12BZ – (2012-)

### Kompleks czerwone koszary
Jednostki Wojska Polskiego :
- 13 Specjalny Pułk Bezpieczeństwa (sformowany w czerwcu 1945 na bazie 11 Pułku Piechoty 4 DP, krótko potem przeniesiony do Szczecina, jesienią 1945 rozformowany)[32]
- 17 Dywizjon Artylerii Przeciwpancernej 14 DP (JW 2659) – (1949-1957)[33]
- 19 kompania rozpoznawcza – (1950-1954)
- 20 Samodzielny Pułk Czołgów – (1951-1954)
- Podoficerska Szkoła Specjalistów Remontowych Wojsk Pancernych Nr 4 (JW 2185)[34] – (1951- ?)
- Szkoła Młodszych Specjalistów Wojsk Pancernych Nr 4 (JW 2185)[34] – (1951- 1971)
- 6 Samodzielna Kompania Ewakuacyjna (JW 2204)[34] – (1951-?)
- 14 Pułk Czołgów i Artylerii Pancernej – (1954-1957)

- 20 Pułk Czołgów Średnich – (1957-1967)
- 24 Drezdeński Pułk Czołgów Średnich (JW 2128) – (1967-1990)
- 17 Okręgowy Ruchomy Warsztat Naprawy Czołgów (JW 2185)[34] – (1951- ?)
- 73 Batalion Saperów przekształcony w 1969 w 7 Warszawski Batalion Saperów – (1970-1988)
- 132 Pułk Artylerii Lekkiej 14 DP – (1953-1955)[35]
- 14 Dywizyjny Punkt Zaopatrzenia 14 DP (JW 1187) – (1956-1957)[35]
- 104 Pułk Artylerii Przeciwlotniczej 14 DP (JW 1841) – (1955-1957)[33]
- 30 Dywizjon Artylerii Przeciwlotniczej 20 DPanc (JW 1841) – (1957-1967)
- Stargardzki Batalion Obrony Terytorialnej (JW 4602)[34] – (1965-1971)
- 104 Pułk Artylerii Przeciwlotniczej 20 DPanc (JW 1841) – (1967-1981)
- 7 Warszawski Batalion Saperów – (1970-1990)
- Ośrodek Szkolenia Młodszych Specjalistów Wojsk Pancernych (JW 2185)[34] – (1971-1974)
- 45 Garnizonowy Punkt Zaopatrywania w Sprzęt Czołgowo-Samochodowy (JW 3087)[34] – (1973-1998)
- 63 kompania chemiczna (JW 5897) – (1981-1989)
- 8 Batalion Rozpoznawczy (JW 1200) – (1982-1989)[36]
- 10 Batalion Rozpoznawczy (JW 1200) – (1989-1994)[36]
- 37 Łużycki Pułk Artylerii (JW 3771) – (1989-1994)
- 2 Stargardzki Batalion Saperów – (1990-)
- 30 Pomorski Pułk Artylerii Mieszanej – (1994-1998)
- 2 Batalion Rozpoznawczy Szwoleżerów Rokitniańskich (JW 1200) – (1995-1998)[36]
- 12 Kompania Chemiczna – (2001-2010)
- Wojskowa Administracja Koszar nr 1 – (2002-2012)

### Kompleks białe koszary
Jednostki Wojska Polskiego :  
- Dowództwo 12 Dywizji Piechoty[37] – (od 28.05.1945-do jesieni 1945)
- 9 samodzielny batalion sanitarny w składzie 12 DP – (od 28.05.1945-do jesieni 1945)
- 12 Polowy Ruchomy Szpital Chirurgiczny[38] – (od 29.06.1945-14.08.1945)
- 43 Pułk Piechoty[39][40] – (1946-1957) (przemianowany w 1957 r. na 9 Zaodrzański Pułk Piechoty)
- 9 Pułk Zmotoryzowany – (1957-1958)

- 9 Zaodrzański Pułk Zmechanizowany – (1958-1990)
- 9 Pułk Zmechanizowany – (1990-1995)
- 6 Brygada Pancerna – (1995-1995)
- 6 Brygada Kawalerii Pancernej – (1995-2007)
- Orkiestra wojskowa w Stargardzie – (1946-1963, 1973-2007)
- Garnizonowy Węzeł Łączności – (2003-2006)
- 39 Batalion Medyczno–Sanitarny w składzie 14 DP – (od 1955 do 1957 roku, przedyslokowany do Kołobrzegu i podporządkowany dowódcy 8. DZ)[s]
- 45 Batalion Medyczny – (1961-1996)
- 12 Batalion Medyczny – (1996-2007)
- 12 Brygada Zmechanizowana
- Brygada Wsparcia Dowodzenia Wielonarodowego Korpusu Północno-Wschodniego
- Węzeł Łączności

### Kompleks Miedwie (Kobylanka/Bielkowo)
- 38 Dywizjon Ogniowy OPK z (26 Brygady Rakietowej OPK) – (1967-2000)
- 42 Dywizjon Rakietowy Obrony Powietrznej – (1969)
- 15 Polowa Techniczna Baza Rakietowa (JW 1154 – rakiety 8k14) – (1964-1994)
- 25 Batalion Dowozu Amunicji (JW 1581) – (1964-1994)
- Garnizonowy Węzeł Łączności – (2002-2004)
- 12 Batalion Zaopatrzenia – (1996-2012)
- 102 Batalion Ochrony z Brygady Wsparcia Dowodzenia Wielonarodowego Korpusu Północno-Wschodniego[41] – (2016-)

### Witkowo Pierwsze
- 27 Batalion Radiotechniczny (JW 3461) – (1974–1998)
- Ośrodek Wykrywania i Kontroli (27 OWiK) i przydzielony do 28 brt m. Gryfice – (1998-2002)
- Kompania radiotechniczna (101 krt) – (2002-2007)

## Garnizon stargardzki po 1989
Na początku 1990 r., podczas uzgodnień z dowództwem Zjednoczonych Sił Zbrojnych Układu Warszawskiego usankcjonowano zmiany, jakie zaszły w składzie Sił Zbrojnych PRL. W garnizonie w tym okresie nastąpiły zmiany organizacyjne. W 1990 r. został rozformowany 24 Drezdeński Pułk Czołgów Średnich, który w kompleksie czerwonych koszar stacjonował od 1967 r. W 1994 r. został sformowany w kompleksie czerwonych koszar 30 Pułk Artylerii Mieszanej (30 pam) na bazie 37 Pułku Artylerii i 107 Dywizjonu Artylerii Przeciwpancernej. Wchodził w skład 2 Pomorskiej Dywizji Zmechanizowanej, rozformowany w 1998 r. 

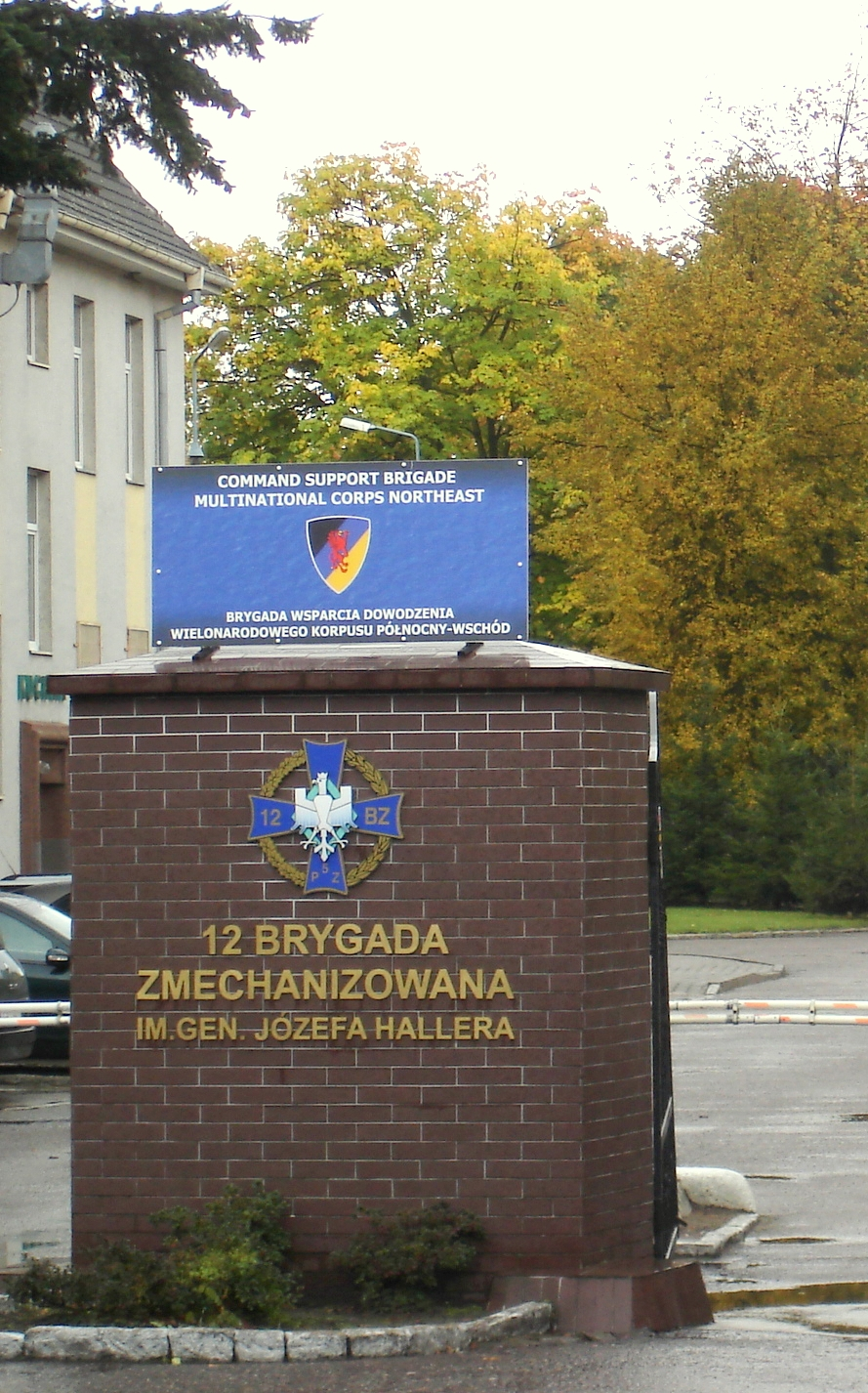
Garnizon Stargard, 2009 r.

W 1995 r. w związku z procesem przejścia na strukturę brygadową został przeformowany 9 Pułk Zmechanizowany na 6 Brygadę Pancerną, a następnie na 6 Brygadę Kawalerii Pancernej, która 30 czerwca 2007 została zlikwidowana, a jej obiekty w kompleksie białe koszary zostały przejęte przez 12 Brygadę Zmechanizowaną i Brygadę Wsparcia Dowodzenia Wielonarodowego Korpusu Północno-Wschodniego. 

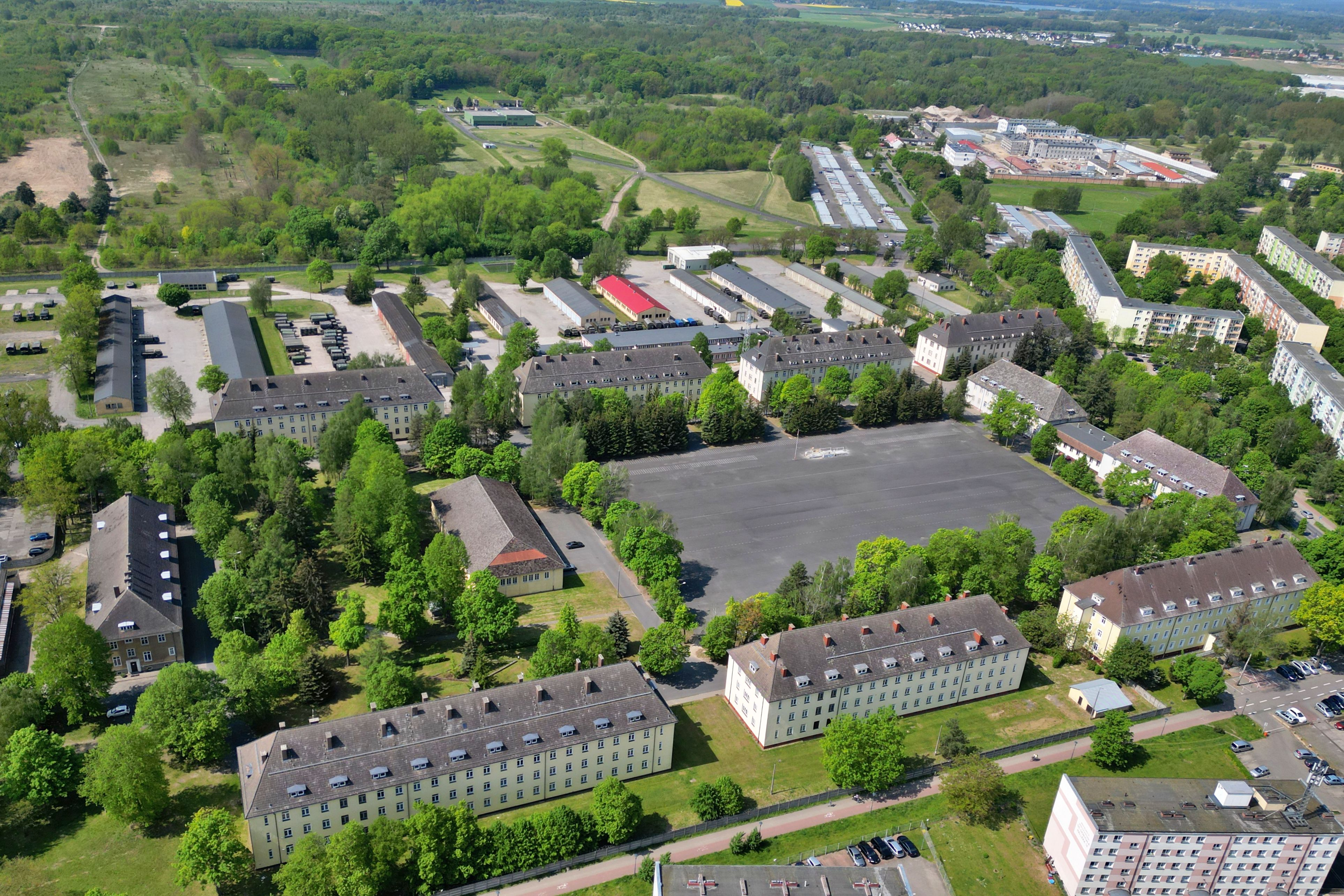
Białe koszary - widok z lotu ptaka

W 2000 r., stacjonujący na Miedwiu, rozformowany został 38 Dywizjon Ogniowy OPK będący w strukturze 26 Brygady Rakietowej OPK, a w 2007 r. została rozformowana kompania radiotechniczna (101 krt) stacjonująca w Witkowie Pierwszym. 31 grudnia 2010 r. została rozformowana 12 Kompania Chemiczna stacjonująca w kompleksie czerwone koszary, będąca w składzie 12 Szczecińskiej Dywizji Zmechanizowanej im. Bolesława Krzywoustego. 31 sierpnia 2012 r. Wojskowa Administracja Koszar zakończyła swoją działalność, której zadania przejęła Grupa Zabezpieczenia, Sekcja Obsługi Infrastruktury 15 Wojskowego Oddziału Gospodarczego. Od 2013 r. dowódca garnizonu Stargard Szczeciński objął swoją właściwością miasto Stargard Szczeciński, powiat stargardzki, powiat pyrzycki, powiat myśliborski. W IV kwartale 2013 r., w związku z wprowadzeniem nowego modelu systemu kierowania i dowodzenia Siłami Zbrojnymi Rzeczypospolitej Polskiej, dokonano zmian w podporządkowaniu między innymi jednostek i instytucji garnizonu Stargard Szczeciński. Zmiany weszły w życie z dniem 1 stycznia 2014 roku.
Z dniem 1 stycznia 2014 r. Minister Obrony Narodowej upoważnił Dowódcę Generalnego Rodzajów Sił Zbrojnych do powierzania żołnierzom zawodowym między innymi funkcji dowódcy garnizonu Stargard Szczeciński oraz zwalniania z tej funkcji. W 2015 r. Bielkowie rozpoczął formowanie 102 Batalion Ochrony będący w strukturze Brygady Wsparcia Dowodzenia Wielonarodowego Korpusu Północno-Wschodniego. Z dniem 12 grudnia 2017 garnizon przyjął nazwę Garnizon Stargard, (tuż po wojnie Starogród, w latach 1950–2015 Stargard Szczeciński), którego dowódcą jest dowódca Brygady Wsparcia Dowodzenia Wielonarodowego Korpusu Północno-Wschodniego.
Jednostki i instytucje wojskowe w 2022 r.:
- dowództwo Brygady Wsparcia Dowodzenia Wielonarodowego Korpusu Północno-Wschodniego – Aleja Żołnierza 37
- 14 Batalion Ułanów Jazłowieckich (2 batalion piechoty zmotoryzowanej) z 12 Brygady Zmechanizowanej – Al. Żołnierza 37
- 3 batalion piechoty zmotoryzowanej z 12 Brygady Zmechanizowanej – Al. Żołnierza 37
- dywizjon przeciwlotniczy z 12 Brygady Zmechanizowanej – Al. Żołnierza 37
- Węzeł Łączności (podporządkowany pod Region Wsparcia Teleinformatycznego w Bydgoszczy) – Al. Żołnierza 37

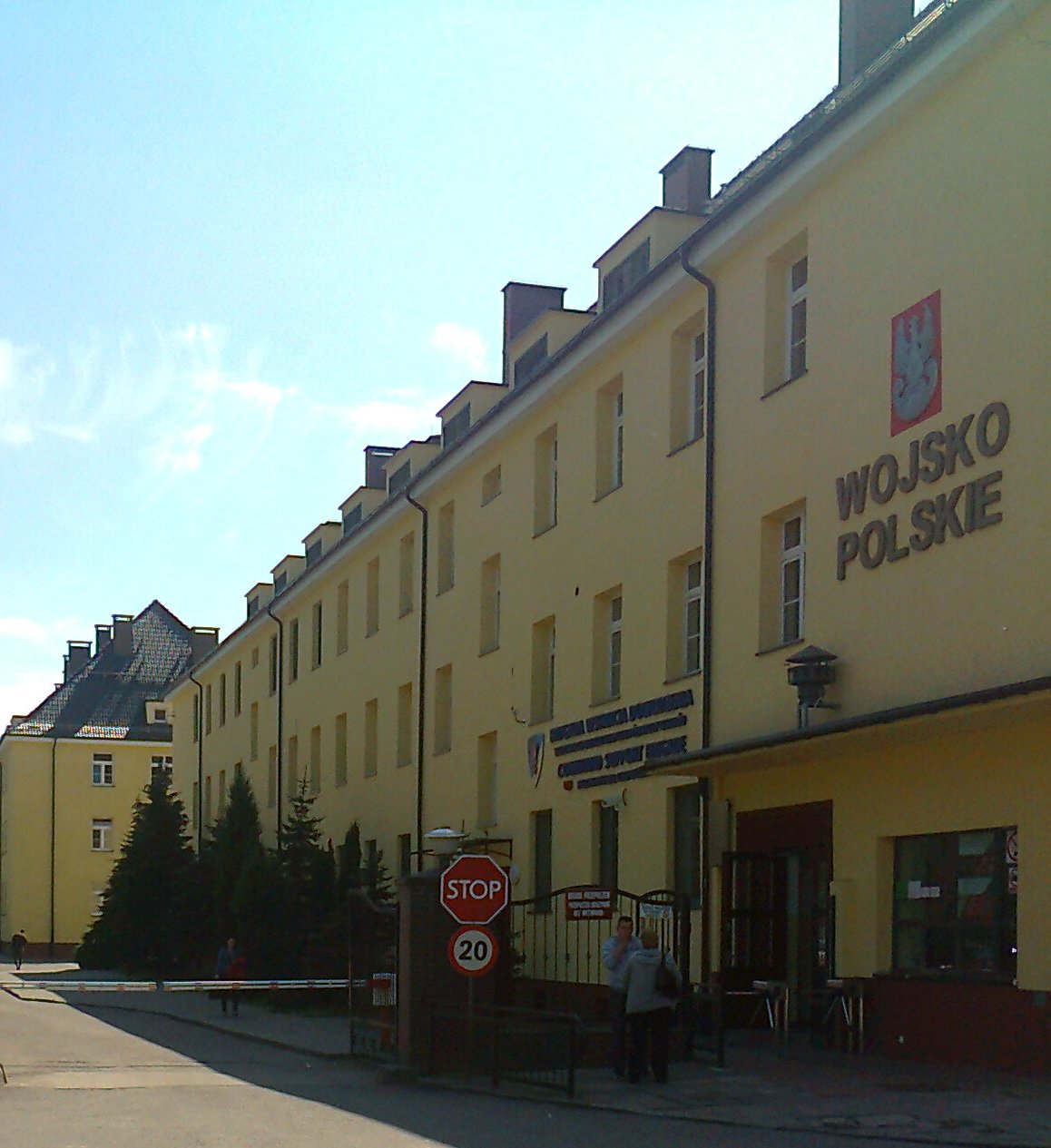
Garnizon Stargard, 2014 r.

- 102 Batalion Ochrony z Brygady Wsparcia Dowodzenia Wielonarodowego Korpusu Północno-Wschodniego – Bielkowo
- 2 Stargardzki Batalion Saperów – ul. Zwycięzców 1
- Komendant Garnizonu – ul. Zwycięzców 1
- Wojskowe Centrum Rekrutacji w Stargardzie – ul. 11 Listopada 3a
- Placówka Żandarmerii Wojskowej w Stargardzie – ul. 11 Listopada 3a
- Grupa Zabezpieczenia Sekcja Obsługi Infrastruktury 15 WOG w Stargardzie – ul. 11 Listopada 3
- Wojskowa Specjalistyczna Przychodnia Lekarska Samodzielny Publiczny Zakład Opieki Zdrowotnej nadzorowana przez Ministra Obrony Narodowej – Al. Żołnierza 37
- Parafia wojskowa Matki Bożej Dobrej Rady w Stargardzie (parafia wojskowa garnizonu Stargard działalnością duszpasterską obejmuje także miejscowości Pyrzyce, Myślibórz i Dębno) – Al. Żołnierza 37
- Klub Wojskowy 12BZ – ul. 11 Listopada 22
- Zespół Zarządców Nieruchomości WAM Sp. z o.o. w Stargardzie – ul. 11 Listopada 37
- Związek Żołnierzy Zawodowych WP Koło Nr 19 – Dom Kultury Kolejarza, ul. Szczecińska 17
- Związek Żołnierzy Zawodowych WP Koło Nr 20 – Dom Kultury Kolejarza, ul. Szczecińska 17

## Żołnierze garnizonu

### Dowódcy garnizonu po 1945
- gen. bryg. Wiktor Lemantowicz (ACz) (od 1 czerwca do 30 września 1945)
- ppłk Kazimierz Sikorski (1945)
- ppłk Jan Kaniwiec (był I 1946)
- płk Włodzimierz Biełasz[55] (był XI 1946)
- ppłk Aleksander Mac[56] (1947-1950)
- mjr Aleksander Serafin (1956)
- mjr/ppłk Ryszard Drabb (1956-maj 1962)
- ppłk Tadeusz Szpakowski (1962-1965)
- ppłk/płk Jan Jania (1965-1975)
- ppłk dypl. Bolesław Bryś (1975-1976)
- ppłk dypl. Zbigniew Zalewski (1976-1978)
- ppłk dypl. Aleksander Topczak (1978-1981)
- ppłk dypl. Oleg Kruszelnicki (1981-1987)
- płk dypl. Tadeusz Awsiuk (1987-1991)
- mjr dypl. Piotr Szkurłat (1991-1993)
- mjr dypl. Kazimierz Adamski (1993-1994)
- płk dypl. Piotr Pcionek (1994-1999)
- płk dypl. Paweł Lamla (1999-2001)
- płk dypl. Piotr Bucior (2001-12.2001)
- mjr dypl. Janusz Adamczak (2001-2002)
- ppłk/płk dypl. Marian Kołaciński (2002-2003)
- płk dypl. Piotr Bucior (2003-2004)
- płk dypl. Krzysztof Łoniewski (2004)
- płk dypl. Marek Tomaszycki (2004-2005)
- ppłk dypl. Dariusz Górniak (2005)
- ppłk dypl. Adam Kalczyński (2005-2006)
- płk dypl. Ryszard Buchowski (2006-2007)
- płk Ryszard Więcławski (2007-2008)
- płk Jacek Rolak (1 II 31 VIII 2008)
- płk Jarosław Mika (2008-2011)
- płk dypl. Wojciech Kucharski (2011-2012)
- płk Krzysztof Król (od 2012-2016)[57]
- płk Jacek Rolak (05.02.2016-08.08.2021)[58]
- płk Mirosław Postołowicz (01.10.2021-obecnie)[59]

### Oficerowie garnizonu
- płk Bolesław Chamielec
- płk Eugeniusz Ankutowicz
- kpt./gen. Zbigniew Ohanowicz (1946-1949)
- por./gen. Edward Wejner (1951-1952)
- por./ppłk Witold Hałat (1951-1961;1963-1987)
- mjr/gen. Kazimierz Stec (1953-1954)
- mjr/ppłk Emil Marzec (1957-1990)
- ppor./ppłk Stanisław Demczuk (1957-1989)
- mjr/gen. Marian Zdrzałka (1959-1963)
- kpt./gen. Zdzisław Głuszczyk (1962-1966)
- kpt./gen. Kazimierz Tomaszewski (1965-1969;1972-1973)
- por./gen. Bolesław Baranowski (1965-1972)
- mjr/ppłk. Edward Towgin (1967-1974)
- mjr/płk Józef Soja (1971-1973)
- mjr/gen. Henryk Szumski (1973-1976)
- kpt./gen. Jan Klejszmit (1974-1976)
- mjr/ppłk Ryszard Chwastek (1978-1984)
- kpt./płk  Jan Sztajner (1979-1986)
- kpt./mjr  Andrzej Szutowicz (1980-1997)
- mjr/płk  Marian Łuczak (1980-1982)
- kpt./gen. Stanisław Olszański (1980-1987)
- kpt./mjr  Michał Jach (1985-1992)
- mjr/płk  Zdzisław Żurawski (1986-1989)
- mjr/gen. Zdzisław Goral (1986-1990)
- mjr/ppłk Stanisław Białek (1988-1992)
- kpt./ppłk Zdzisław Świniarski (1990-1996;2004-2007)
- mjr/gen. Grzegorz Duda (1991-1993)
- mjr/gen. Andrzej Duks (1994-1999)
- mjr/gen. Mieczysław Gocuł (1987-1994; 1996-1999)
- mjr/gen. Arkadiusz Szkutnik (1997-2004)
- mjr/gen. Krzysztof Mitręga (1997-1999)
- ppłk./gen. Andrzej Przekwas (1996-1998;1999-2005)
- mjr/gen. Janusz Adamczak (1999-2001)
- ppłk/gen. Dariusz Górniak - (1990-1996; 1999-2005)
- ppłk dypl. Mirosław Szyłkowski (2001-2002)
- mjr/gen. Dariusz Parylak (od 2002-2004)
- płk/gen. Janusz Sobolewski (od 2007-2008)
- kpt/gen. Krzysztof Knut (od 1999-2006)
- mjr/gen. Marcin Adamski (od 2003-2007)

## Garnizonowe instytucje wojskowe

### Garnizonowe instytucje wojskowe, budynki, obiekty do 1945

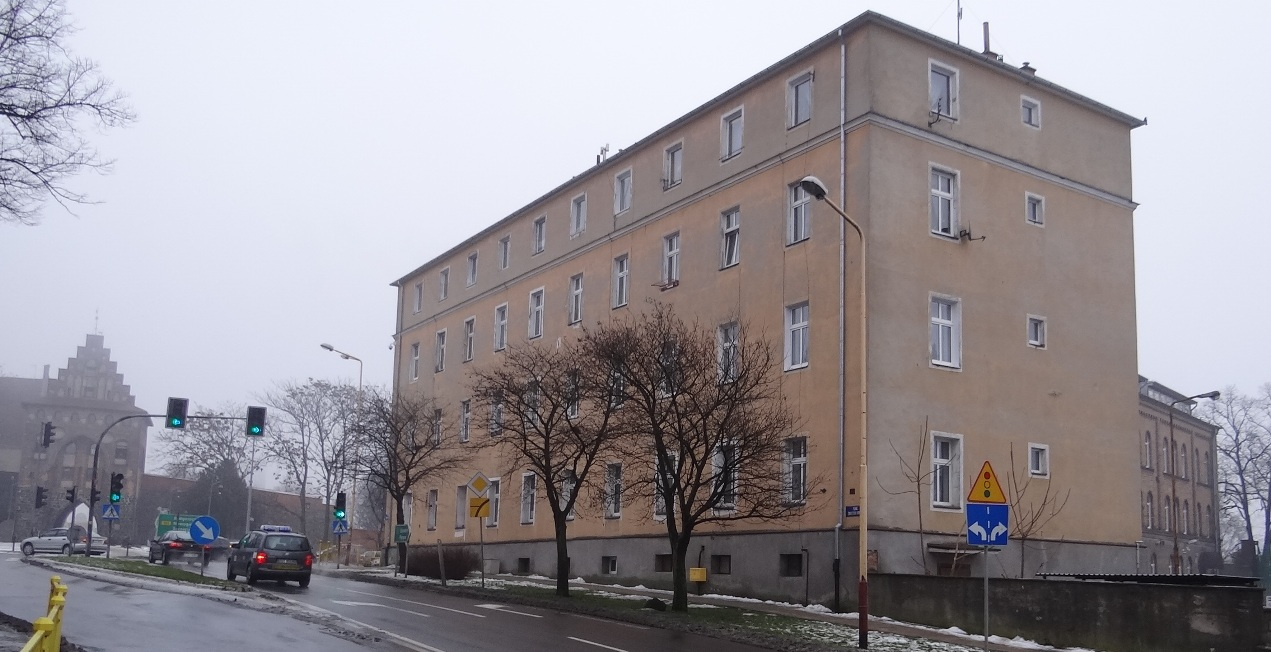
Stargard

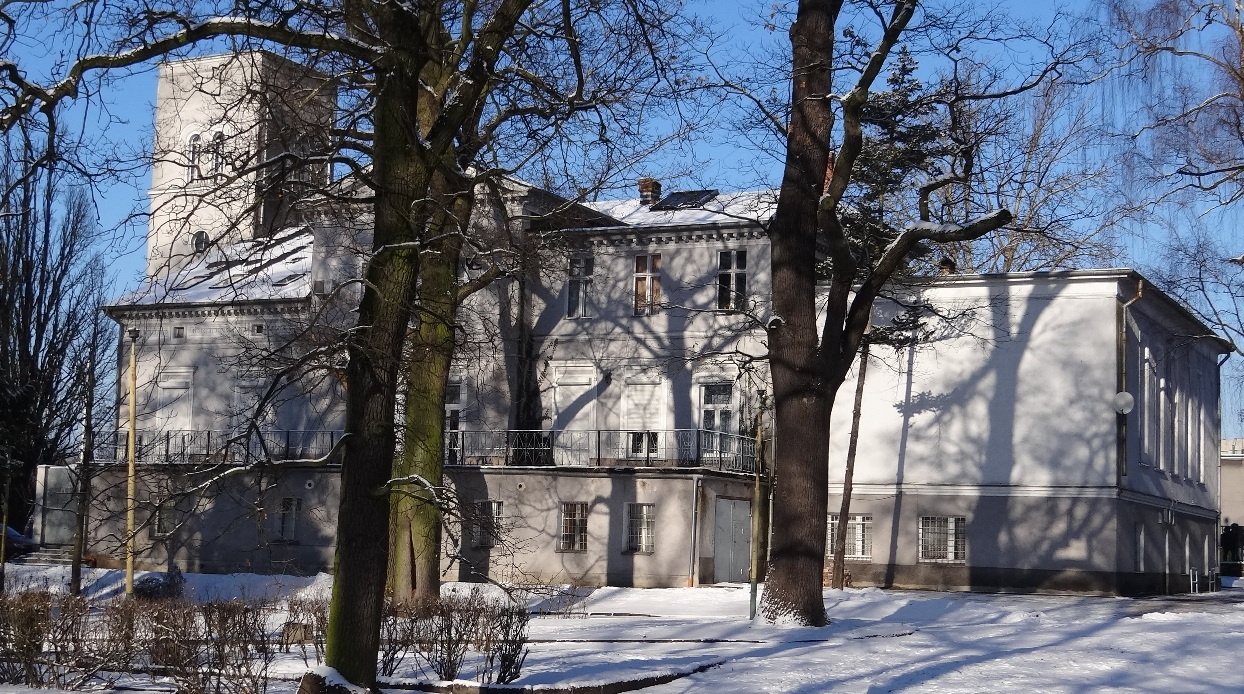
Stargard, DKK

- Odwach (pierwszy budynek militarny w Stargardzie, obecnie jeden z budynków dzisiejszego Muzeum przy Rynku Staromiejskim)[2]
- Dowództwo Podokręgu i Garnizonu (Bezirkskommando Stargard)[3] (obecnie jest to budynek mieszkalny przy pl. Ducha Świętego)
- Punkt Rekrutacyjny (der Ersatz – Kommision der Aushebungsbezirke)[3] (obecnie jest tu budynek mieszkalny przy pl. Ducha Świętego)
- Magazyny wojskowe depot (obecnie w budynkach tych mieści się sklep meblowy przy ul. Warszawskiej)[60]
- Landwehr-Kommandeur (dowódcą od 1937 r. był Generalleutnant Karl von Tiedeman) (obecnie jest tu budynek mieszkalny przy pl. Ducha Świętego)
- Szpital Garnizonowy[60] (wzniesiony w 1829 r. przy ulicy Friedrchistrasse 29 jako szpital garnizonowy stargardzkiego garnizonu, nosił nazwy Garnison Lazarett (1907) i Standort Lazarett (1923), w 1911 r. naczelnym lekarzem lazaretu był dr Stoldt, w 1917 dr Arbeit, w 1925 dr Wedekind, po 1945 roku pełnił rolę komendy Milicji Obywatelskiej, a następnie Policji), (obecnie w tym miejscu jest nowy budynek Policji przy ul. Warszawskiej 29)
- Obóz jeniecki Stalag II D (obóz został założony na militarnym terenie treningowym we wrześniu 1939 r. przy Schamhorststr., obecnie Al. Żołnierza)[8]
- Cmentarz wojenny (Russenfriedhof, wzniesiony w 1914 r.) pochodzący z I wojny światowej (obecnie jest to Cmentarz Międzynarodowy przy ul. Reymonta)[61]
- Kasyno wojskowe (było przy placu Bluchera 2, obecnie okolice placu św. Ducha – nieistniejący już budynek)[60]
- Kasyno oficerskie (budynek wzniesiony w 1886 r. jako dom niemieckiego fabrykanta, w 1934 r. przejęty został przez armię niemiecką i przeznaczony na kasyno oficerskie, trwało to do 1945 r., 26 maja 1945 r. Marszałek Polski Michał Rola-Żymierski swoim dekretem przekazał kolejarzom z rąk wojska budynek mieszczący się przy ulicy Szczecińskiej, obecnie jest pod nazwą Domu Kultury Kolejarza przy ul. Szczecińskiej 17)[62]
- Rezerwowy Lazaret (Schuzenchus) w budynku Bractwa Strzeleckiego (w obecnym parku Panorama)[7]
- Królewski Rezerwowy Lazaret (Koeniglsches Reservelazarett Jobstschule) (w szkole przy obecnej ul. B. Limanowskiego)[7]
- Lazaret (Kónigin Luise Schule) (obecnie Zespół Szkół nr 1 w parku 3 Maja)[7]
- Pralnia wojskowa przy ul. Portowej[60] (już nie istnieje)
- Związek byłych żołnierzy 9 Pułku Grenadierów im. Hrabiego Gneisenau (2 Pomorski) był przy Breitestrasse 33 (obecnie ul. Wojska Polskiego 33)[63].

### Garnizonowe instytucje wojskowe, budynki, obiekty po 1945
- 3 Oddział Ochrony Pogranicza
- Wojskowa Komenda Odcinka i Stacji Kolejowej → Wojskowa Komenda Odcinka Kolejowo-Drogowego → Wojskowa Komenda Odcinka Kolejowego → 25 Wojskowa Komenda Kolejowa w Stargardzie Szczecińskim – ul. Dworcowa 9 (1952-1994)
- Rejonowa Komenda Uzupełnień → Wojskowa Komenda Rejonowa → Powiatowy Sztab Wojskowy → Wojskowa Komenda Uzupełnień w Stargardzie Szczecińskim – ul. 11 Listopada 3a (1947-)
- Kasyno Garnizonowe (oficerskie) nr 302 (powstało w latach 70., już nie istnieje, obecnie w tym zmodernizowanym budynku jest sklep Stokrotka) – ul. Aleja Żołnierza 25
- Internat Garnizonowy nr 6 (Huzar) (wzniesiony w 1973 r., obecnie podporządkowany jest pod WAM w Szczecinie) – Osiedle G. Hallera 11

- Wojskowa Administracja Koszar (obejmowała jednostki garnizonu, w 2011 r. rozformowana, a zadania związane z technicznym utrzymaniem nieruchomości w garnizonie przejęła komórka wewnętrzna 15 Wojskowego Oddziału Gospodarczego w Szczecinie) – obecnie w tym budynku jest Wojskowa Komenda Uzupełnień w Stargardzie Szczecińskim przy ul. 11 Listopada 3a
- Klub Wojskowy 12 Brygady Zmechanizowanej w Stargardzie (budynek wzniesiony w 1933 r., od 1935 r. podporządkowany pod Stadtisches Hallen und Sonnenbad (Ośrodek Przygotowań Olimpijskich), w 1952 r. przekazany dla wojska z przeznaczeniem na wojska[64]  – ul. 11 Listopada 22
- Garnizonowe Przedszkole Wojskowe nr 107 (dyrektor Celina Jadacka, zlikwidowane w 2002 r.)[65] – obecnie w tym budynku jest biblioteka Klubu Wojskowego 12 BZ na os. Zachód A3
- Garnizonowa Administracja Mieszkań (już nie istnieje) – obecnie budynek Zespołu Zarządców Nieruchomości Wspólnoty Mieszkaniowej ul. Mieszczańska 3
- Węzeł Łączności[66] (został utworzony w 1950 r., już nie istnieje) – ul. Aleja Żołnierza 37
- Garnizonowy Węzeł Łączności[67] (został utworzony w 2003 r. z centralą DGT 3450 Millenium z siecią LAN, obecnie funkcjonuje Węzeł Łączności) – ul. Aleja Żołnierza 37
- Garnizonowy Ośrodek Mobilizacyjny (już nie istnieje) – ul. Aleja Żołnierza 37
- Terenowy Ośrodek Mobilizacyjny (już nie istnieje) – ul. Aleja Żołnierza 37
- Garnizonowy Ośrodek Szkolenia – Aleja Żołnierza 37
- Strzelnica Garnizonowa – Aleja Żołnierza 37